# Resursa

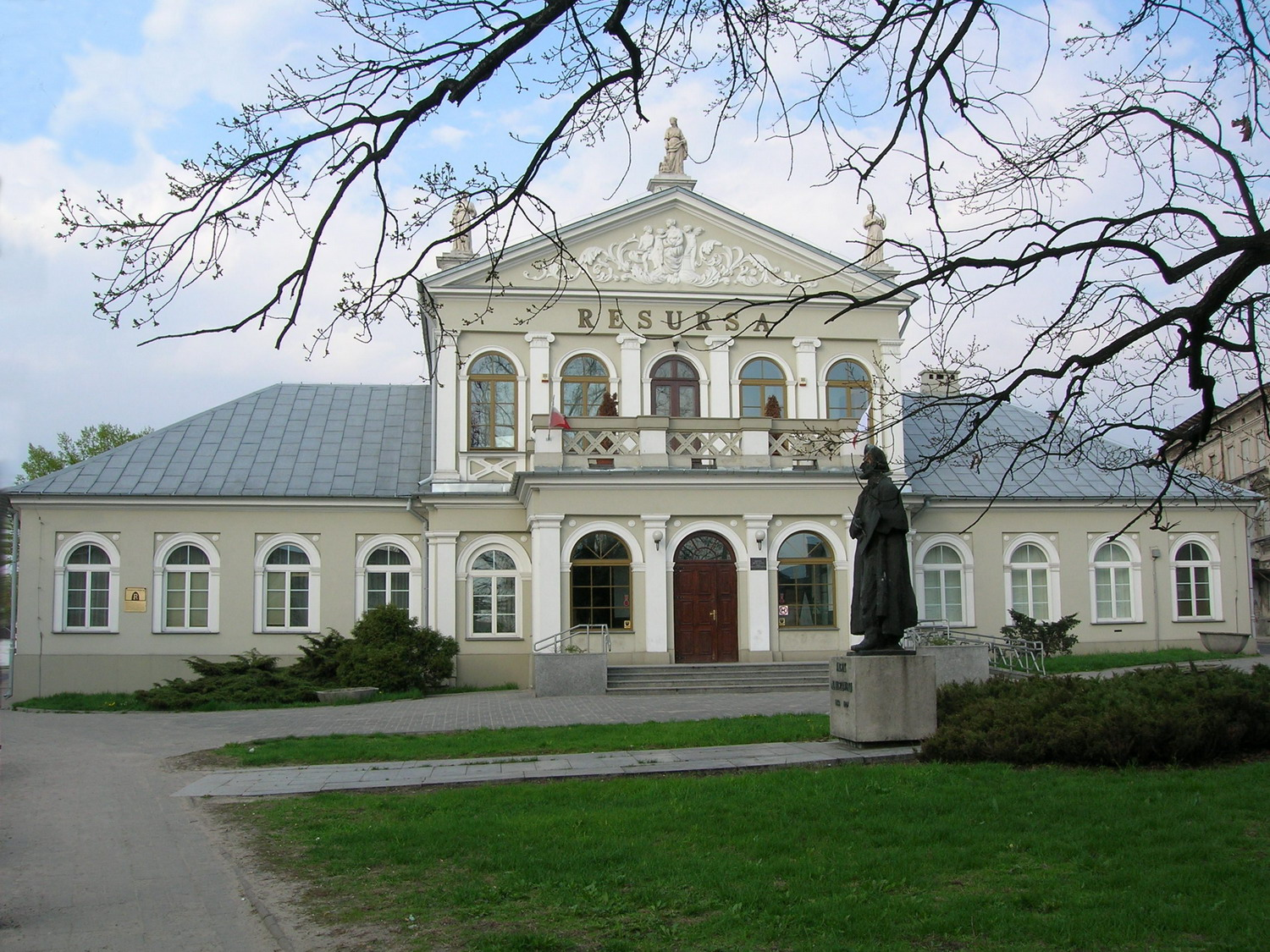
Resursa Obywatelska w Radomiu

Resursa (z fr. ressources – środki) – określenie klubu towarzyskiego np. kupców, obywateli ziemskich itp., jak również lokalu takiego klubu.